# Seseli malyi
Seseli malyi är en flockblommig växtart som beskrevs av Anton Joseph Kerner. Seseli malyi ingår i släktet säfferötter, och familjen flockblommiga växter. Inga underarter finns listade i Catalogue of Life.